# 趙迪
趙迪（1402年—？），字常吉，山東兖州府城武縣人，民籍。明朝政治人物。進士出身。

## 生平
九月初二日生，山東鄉試第六名舉人。宣德八年（1433年）癸丑科會試第六十八名，殿試登進士第三甲第二十三名。正統元年四月授户部主事。

## 家族
曾祖趙盛昌，元朝巡检。祖父趙士中。父亲趙麟，曾任懷寧縣學教諭。母李氏。慈侍下。娶李氏。

## 延伸阅读
[在维基数据编辑]
 《元史·卷151》，出自宋濂《元史》
 《新元史/卷145》，出自柯劭忞《新元史》